# Växtnäring

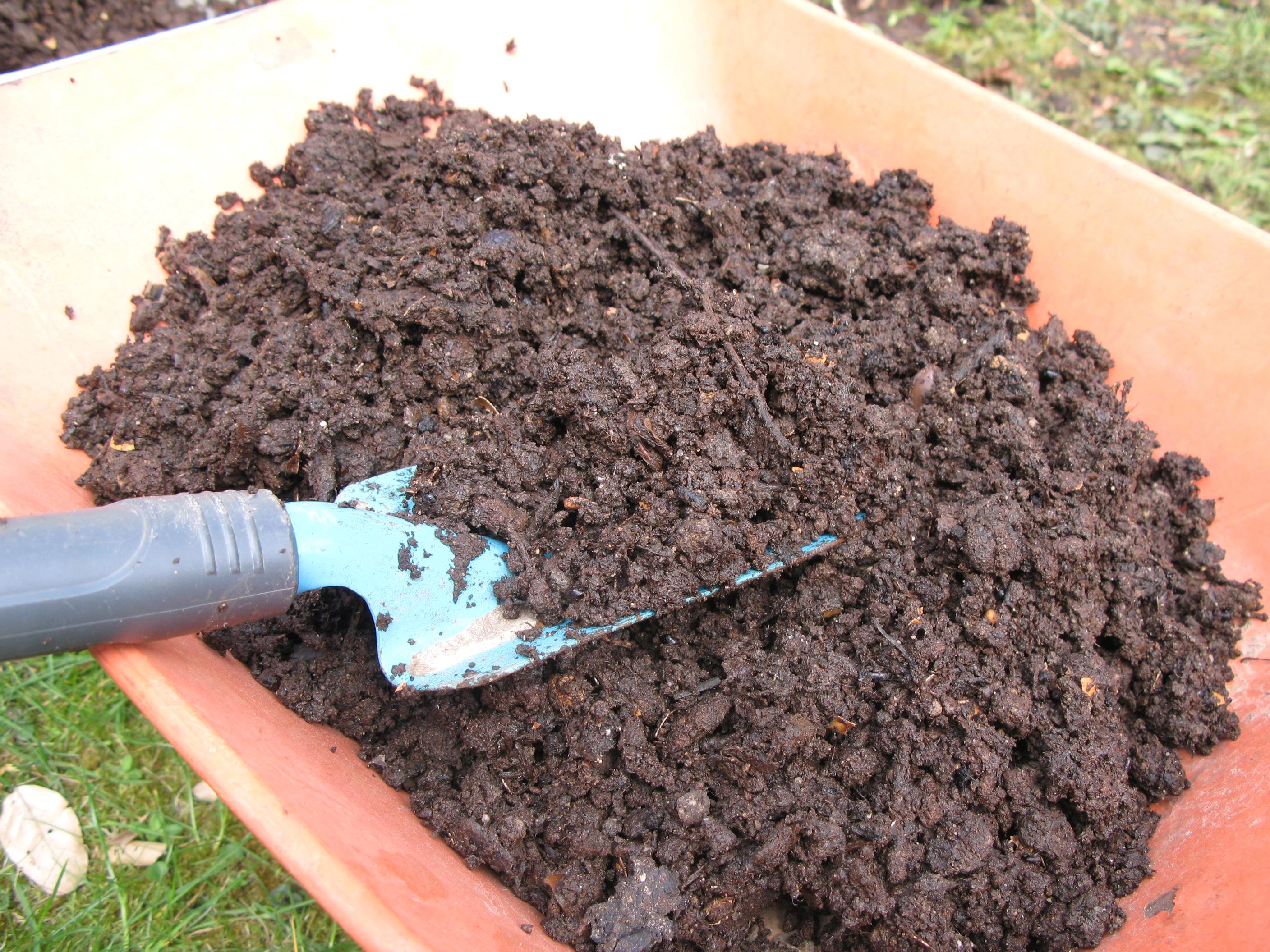
Kompost kan användas som växtnäring.

Växtnäring är de näringsämnen som växter behöver för att kunna fullfölja sin livscykel. Nästan alla växter är autotrofa och behöver därför bara växtnäring i mineralform, dvs oorganiska näringsämnen. Dessa förekommer ofta i jonform, som är ett grundämne med överskott eller underskott av elektroner. Växtnäring kan delas in i makronäringsämnen och mikronäringsämnen.

## Makronäringsämnen
Till makroämnen räknas kol, väte, syre, kväve, kalcium, kalium, svavel, fosfor och magnesium. Växterna behöver dessa ämnen i stora mängder och koncentrationen i växten anges därför i % eller gram ämne per kilogram torr biomassa. 
I naturen är oftast kväve och fosfor de makronäringsämnen som växterna lider mest brist på. Det är därför som oförsiktig kväve- och fosforgödsling av jordbruksmark lätt ger utlakning och leder till övergödning av sjöar och hav.

## Mikronäringsämnen
Till mikronäringsämnen räknas mangan, järn, koppar, bor, klor, molybden och zink. Dessa ämnen är livsnödvändiga för växten, men behövs bara i små mängder. Om det finns för höga koncentrationer i marken kan det ge toxiska effekter på växterna. Detta gäller framförallt de mikronäringsämnen som kan ha flera olika oxidationstal, till exempel järn och mangan. Vid syrgasbrist reduceras dessa näringsämnen till lättlösliga former, som då ofta förekommer i så pass stora mängder att växterna kan förgiftas. Syrgasbrist, också kallat anaeroba eller reducerande förhållanden, kan uppstå i vattenmättade jordar.

## Tabell över växtnäringsupptaget
Den viktigaste växttillgängliga formen för varje enskilt grundämne är markerad med fet stil.
| Grundämne | Växttillgänglig form   | Koncentration (ppm) | Relativt antal atomer |
| --------- | ---------------------- | ------------------- | --------------------- |
| Molybden  | MoO4-                  | 0,1                 | 1                     |
| Koppar    | Cu+, Cu2+              | 6                   | 100                   |
| Zink      | Zn2+                   | 20                  | 300                   |
| Mangan    | Mn2+                   | 50                  | 1000                  |
| Bor       | H3BO3                  | 20                  | 2.000                 |
| Järn      | Fe2+, Fe3+             | 100                 | 2.000                 |
| Klor      | Cl-                    | 100                 | 3.000                 |
| Svavel    | SO4-                   | 1.000               | 30.000                |
| Fosfor    | H2PO4-, HPO42-         | 2.000               | 60.000                |
| Magnesium | Mg2+                   | 2.000               | 80.000                |
| Kalcium   | Ca2+                   | 5.000               | 125.000               |
| Kalium    | K+                     | 10.000              | 250.000               |
| Kväve     | NH4+, NO3-, aminosyror | 15.000              | 1.000.000             |
| Syre      | O2, H2O                | 450.000             | 30.000.000            |
| Kol       | CO2                    | 450.000             | 35.000.000            |
| Väte      | H2O                    | 60.000              | 60.000.000            |